# Julij Martov
Julij Osipovitj Martov (russisk: Юлий Осипович Мартов, født Tsederbaum, russisk: Цедербаум; født 24. november 1873 i Konstantinopel, død 4. april 1923), russisk marxist og venstre-socialdemokratisk politiker.
Martov var leder af mensjevik-fraktionen af Ruslands Socialdemokratiske Arbejderparti fra starten af 1900-tallet og deltog som sådan i kampen for social retfærdighed, demokrati og imod tsarismen.
I eksil i Vesteuropa formede han et personligt venskab og politisk samarbejde med den mere radikalt sindede Vladimir Iljitj Uljanov, bedre kendt som "Lenin". De samarbejdede ikke mindst i en årrække omkring redigeringen af den socialdemokratiske partiavis "Iskra" (Gnisten). Politisk var forholdet dog problematisk og modsætningene kulminerede under partikongressen i London i 1903 hvor partiet splittedes i væsentligst to store fraktioner kendt som bolsjevikkerne (dansk:  flertallet) og mensjevikkerne (dansk:  mindretallet), idet Lenins forslag til en ny stram og elitær organisationsstruktur opnåede et snævert flertal.
Martov var en stærk modstander af Lenins elitære og autokratiske partimodel og argumenterede at denne ville føre til despoti og udemokratiske tilstande, et synspunkt som støttedes af Rosa Luxemburg og i en lang periode også af Lenins senere kampfælle Trotskij.
Ved udbruddet af første verdenskrig var begge russiske socialdemokratiske fraktioner modstandere af Det russiske kejserriges deltagelse i krigen og i stedet appellerede til strejker og arbejderklassens modstand mod imperialistisk krig. Men også hos mensjevikkerne opstod der en  højrefraktion som i lighed med mange vesteuropæiske socialdemokrater var mere krigsvillige, blot havde denne færre tilhængere. Martovs "venstre-mensjeviker" holdt til det yderste fast ved krigsmodstanden og appellen til socialistisk revolution i lyset af krigsforberedelserne.